# María Antonieta (película de 1938)
María Antonieta (Marie Antoinette) es una película estadounidense de 1938, dirigida por W. S. Van Dyke y con actuación principal de Norma Shearer, Tyrone Power, John Barrymore, Robert Morley, Anita Louise, Gladys George y Henry Stephenson.
Se basa libremente en la biografía de 1932 del escritor Stefan Zweig sobre la vida de la reina María Antonieta de Francia.

## Sinopsis
En Viena, María Antonieta de 14 años es informada por su madre María Teresa que se ha hecho una alianza con Francia y que debido a esto debe casarse con el futuro rey de Francia Luis XVI. La joven princesa tiene que aprender a vivir con el traicionero ambiente de la corte de Versalles del siglo XVIII. Como reina ella es transformada desde una tierna joven adolescente a una mujer carismática pero hedonista que sólo desea ser amada y comprendida, hasta que conoce a Axel Von Fersen, un conde apuesto y generoso que la enamora. Todo esto mientras en Francia se desata una revolución que cambiará la historia del mundo para siempre.

## Reparto
- Norma Shearer como María Antonieta.
- Tyrone Power como Axel Von Fersen.
- John Barrymore como Rey Luis XV.
- Robert Morley como Luis XVI de Francia.
- Anita Louise como Princesa de Lamballe.
- Joseph Schildkraut como Duque de Orleans.
- Gladys George como Madame du Barry.
- Henry Stephenson como Conde Mercey.
- Cora Witherspoon como Condesa de Noailles.
- Barnett Park como Cardenal de Rohan.
- Reginald Gardiner como Conde d'Artois.
- Henry Daniell como Nicolas de La Motte.
- Joseph Calleia como Drouet.
- George Meeker como Maximiliano Robespierre.
- Scotty Beckett como Luis XVIII de Francia.
- Ruth Hussey como Duquesa de Polignac.

## Premios y nominaciones
Festival Internacional de Venecia (1938)
- Mejor Actriz Principal: Norma Shearer (Ganadora)
- Mejor Película: S. W. Van Dyke  (Nominada)

Aunque la película gozó de gran popularidad y los esfuerzos para que la calidad de esta fueron inmensos, solo hubo nominaciones para el Premio Oscar.
Premios Oscar (1938)
- Mejor Actriz: Norma Shearer (Nominada)
- Mejor Actor de Reparto: Robert Morley (Nominado)
- Mejor Dirección de Arte: Cedric Gibbons (Nominado)
- Mejor Música Original: Herbert Stothart (Nominado)

## Comentarios
Con un presupuesto cercano a los 2 millones de dólares, fue una de las películas más caras del cine en la década de 1930, pero también uno de los éxitos más grandes de la década. Además de poseer opulentos sets en Hollywood, la película también incluye imágenes que fueron grabadas en el Palacio de Versalles. Esto trajo popularidad a la película ya que fue la primera vez que se reportó que un equipo de filmación pudo rodar en los jardines del palacio.
Fue el último proyecto de Irving Thalberg, quien murió de neumonía en 1936 mientras la película se encontraba en la etapa de preproducción. Su viuda Norma Shearer siguió comprometida con la película aun cuando su entusiasmo por su carrera fílmica se fue apagando debido a la muerte de su marido.

### Producción
William Randolph Hearst originalmente planeó esta película como lanzamiento para Marion Davies (quien en ese entonces era su pareja), en el comienzo del año 1933. Pero debido a un enfrentamiento con Louis B. Mayer tras el fracaso de la película de Davies, Operator 13, éste dejó que la pareja se fuera del estudio. Y en efecto, Hearst y Davies se cambiaron de estudio de la MGM a Warner Brothers.
Norma Shearer era la esposa de uno de los grandes ejecutivos de MGM, Irving Thalberg, cuando se le dio luz verde a este proyecto, antes de su muerte en 1936. Aun así, Shearer seguía comprometida en la película y luego dijo que fue uno de sus papeles favoritos.
En un principio Sidney Franklin iba a dirigir la película, sin embargo por razones desconocidas, fue a parar a manos de W. S. Van Dyke. Irving Thalberg en un comienzo quería a Charles Laughton para el papel de Luis XVI, pero después de muchas deliberaciones se descartó la opción, luego se anunció a Peter Lorre como el actor que interpretaría al rey francés. Finalmente el papel fue a Robert Morley quien con esta película inició su carrera cinematográfica.
Desde el planteamiento de la idea hasta antes de que las cámaras iniciaran el rodaje de la película, esta había sido considerada para ser filmada en Technicolor. Todos los sets y vestuarios fueron hechos pensados en que la película sería a color. Temiendo que añadir el Technicolor incrementara enormemente el presupuesto, se decidió que la película fuese rodada con cámaras en blanco y negro.
Norma Shearer tenía 37 años en la época en que la película fue rodada, fue por eso que en la primera escena donde tiene que parecer de 15 años, fue excesivamente maquillada y gradualmente el maquillaje se va haciendo menos notorio, hasta llegar a la parte final donde va a ser guillotinada. La actriz se negó que le pusieran maquillaje alguno.
María Antonieta tenía 37 años cuando murió, la misma edad que tenía Norma Shearer al finalizar la película.

### Vestuario y escenografía

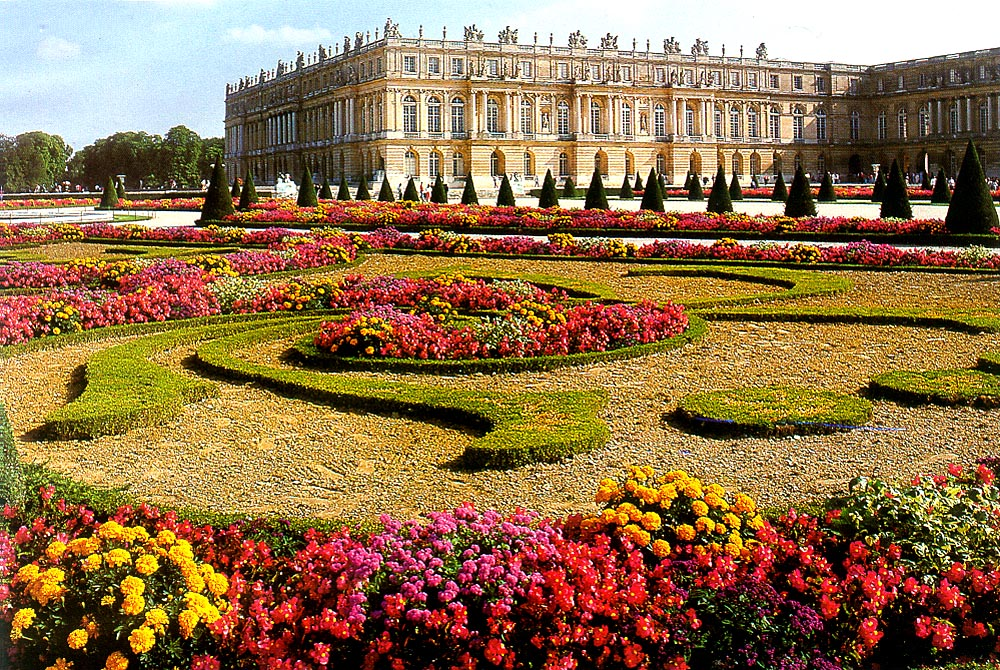
El palacio de Versailles abrió sus jardines para que se pudiera filmar parte de la película ahí. Se reportó que el equipo de Marie Antoinette fue el primero en grabar en Versailles.

La película tiene miles de trajes y lujosos sets. El diseñador Gilbert Adrian (conocido comúnmente como Adrian) visitó Francia y Austria en 1937, haciendo una investigación sobre el vestuario de la época. Él luego dijo que el siglo XVIII había sido el más opulento en la historia de la moda, y quería que la película reflejara esto. El diseñador estudió las pinturas de María Antonieta de Austria, incluso usando un microscopio en los cuadros, de modo que los bordados y telas fueran idénticos.
Las telas fueron tejidas y bordadas especialmente con puntadas a veces tan finas, que no podían ser vistas a simple vista. La atención al detalle fue extrema desde los marcos hasta las pelucas. Algunos vestidos se volvieron muy pesados debidos a la cantidad de bordados, volantes y piedras preciosas que les fueron fijados. Los vestidos de Norma Shearer juntos, pesaban más de 1,768 libras, siendo el más pesado el vestido de bodas.
Como en un principio la película iba a ser filmada en Technicolor muchos de los vestidos fueron especialmente teñidos. Una de las capas de pieles usadas por Norma Shearer fue mandada a teñir especialmente a Nueva York, para que combinara con el azul de los ojos de la actriz. El salón de bailes de Versalles tuvo que ser construido en un set en Hollywood y fue hecho 2 veces más grande que el original.

### Locaciones de grabación
- Palacio de Versalles: Los jardines y algunas escenas fueron rodadas ahí. Al equipo no se le permitió grabar dentro del palacio.
- Hollywood Park Racetrack: Se construyó una fachada para el palacio de Versalles en este parque.
- Metro-Goldwyn-Mayer Studios: Todos los interiores fueron rodados en los estudios de la MGM

## Lanzamiento en DVD
El año 2006 la directora Sofia Coppola estrenó su versión fílmica sobre la vida de la reina en Versalles, titulada también María Antonieta. Warner Brothers aprovechó la oportunidad de sacar del baúl la película y lanzó la versión en DVD de este clásico del cine. Los materiales adicionales son escasos, con dos extras: uno llamado “Hollywood Goes to Town” que muestra cómo fue la elaboración de la premier de la película en Hollywood, y el tráiler original de cine. 
El DVD hasta el momento ha sido lanzado en Zona 1 y Zona 2